# Pawlos Kajalis
Pawlos Kajalis (Παύλος Καγιαλής, ur. 14 lipca 1984 w Salonikach) – grecki żeglarz sportowy, brązowy medalista olimpijski z Rio de Janeiro.
Zawody w 2016 były jego pierwszymi igrzyskami olimpijskimi. W Brazylii zajął trzecie miejsce w klasie 470, załogę jachtu tworzył również Panajotis Mandis. Wspólnie byli brązowymi medalistami mistrzostw świata w 2013 i 2014 oraz srebrnymi medalistami igrzysk śródziemnomorskich w 2013.